# Conquest of the New World
Conquest of the New World è un videogioco di strategia a turni sviluppato da Quicksilver Software e pubblicato da Interplay Entertainment nel 1996 per PC.
Il gioco è stato pubblicato in lingua italiana il 24 aprile 1996, mentre la versione Deluxe è stata distribuita l'anno seguente ma non localizzata in italiano.
Successivamente è stato ripubblicato tramite piattaforma GOG.com, Epic Store e Steam in una versione aggiornata compatibile ai requisiti dei computer più recenti.
Il gioco è ambientato nel continente americano dopo la sua scoperta avvenuta nel 1492, e pone il giocatore alla guida delle principali nazioni colonizzatrici dell'epoca come gli Inglesi o i conquistadores Spagnoli.

## Modalità di gioco
Conquest of the New World è un videogioco strategico a turni. È possibile selezionare sei diverse nazioni quali Inghilterra, Francia, Spagna, Paesi Bassi, Portogallo ed una rappresentata dai "nativi americani", impegnate nel tentativo di colonizzare e conquistare il "nuovo" continente. Il mondo di gioco è rappresentato da un punto di vista isometrico con elementi bidimensionali disegnati sul terreno.
I giocatori muovono le loro varie unità (inclusi esploratori, coloni e soldati) attraverso un mondo celato dalla nebbia di guerra scoprendo montagne, pianure e fiumi. I punti di riferimento e le scoperte vengono rivendicate e date un nome dal primo giocatore che li scopre. Dopo aver mappato parte del terreno locale, i giocatori devono costruire una colonia e renderla autosufficiente; a tal fine i giocatori possono costruire segherie, miniere di metallo, abitazioni e fattorie per generare le risorse e lo spazio necessari per espandersi e, infine, costruire altre colonie di supporto. I giocatori possono altresì addestrare eserciti con cui difendersi e conquistare le altre colonie avversarie nonché proclamare l'indipendenza dalla madrepatria.
Le battaglie si sviluppano in un sottogioco, sempre in modalità a turni, che si svolge su di un campo di battaglia rettangolare a griglia 3x4 con delle fasce per la retrovia antistante le bandiere che rappresentano in quel momento le fazioni e i comandanti ai lati come unità non partecipanti; la vittoria può essere ottenuta uccidendo tutte le truppe nemiche (o perlomeno mandandole in rotta) o catturando la suddetta bandiera raggiungendola simbolicamente.
Le colonie consistono in un "Centro Colonia", che esercita un'area di controllo all'interno della quale devono essere collocati tutti gli edifici. La maggior parte degli edifici, incluso il centro di gestione, può essere potenziata, aumentandone le capacità produttive. Le risorse sono utilizzate per la costruzione e il commercio.
Le condizioni di vittoria sono personalizzabili, così come le mappe generate in maniera casuale che ad ogni nuova partita aumentano la longevità non risultando ripetitive. Il gioco può essere giocato con vari obiettivi, come il conquistare tutta la mappa e altre colonie avversarie o con una corsa per accumulare punti vittoria predeterminato in precedenza tramite opzioni e finalità.
È possibile giocare con altri partecipanti on-line tramite hotseat, LAN o persino in PBEM (play-by-email, dalla versione 1.10), un sistema di comunicazione, questo, on-line tramite e-mail dove i giocatori in tempo reale si scambiano i dati di salvataggio di volta in volta al cambio del turno.

## Versioni
Il gioco di Conquest of the New World è disponibile nella versione internazionale in lingua inglese, tedesca e francese ed è possibile aggiornarlo tramite patch ufficiali portandolo alla versione 1.12 correggendo tutti i bug e migliorando il collegamento in multigiocatore.
La versione italiana è una versione del gioco base adattata in tale lingua: l'unica patch applicabile ed attualmente disponibile è la 1.05a, mentre le altre patch risultano incompatibili.
Esiste anche una versione migliorata chiamata Deluxe (ver. 1.00), totalmente revisionata in termini di aggiornamento e prestazioni con diverse aggiunte come punti di interesse/risorse sparsi sulla mappa in maniera casuale che donano bonus aggiuntivi alle colonie o alle unità, la possibilità tramite file di configurazione di modificare diversi parametri come l'arrivo della navi ed il loro contenuto, il numero di turni in cui arrivano, le abilità di ogni nazione o la possibilità di rendere immediatamente indipendenti le nazioni; la possibilità di cambiare le dimensioni della mappa, la revisione dei salvataggi, la possibilità di instaurare autonomamente da subito rapporti diplomatici con le altre nazioni, la personalità delle nazioni che consiste in determinati bonus come migliori ricavi dagli scambi commerciali, oppure migliori perfomance nei combattimenti. Questa versione non è dotata di localizzazione in lingua italiana e ciò comprende anche le versioni attualmente in commercio sulle principali piattaforme di vendita online per videogiochi.
Il gioco è disponibile in ambiente MS-DOS, Windows 95 e Mac/OS, mentre per le piattaforme di vendita online per videogiochi è ottimizzato nei requisiti negli standard dei PC odierni.

## Accoglienza
| Testata                 | Versione | Giudizio |
| ----------------------- | -------- | -------- |
| GameSpot                | PC       | 8.5/10   |
| Next Generation         | PC       | [ 4 ]    |
| Computer Game Review    | PC       | 90/100   |
| MacUser                 | Mac      | [ 6 ]    |
| Computer Games Magazine | PC       |          |
| Adrenaline Vault        | PC       |          |

La redazione della rivista Next Generation ha considerato Conquest of the New World inferiore a Civilization II o Colonization in termini di stile e di attrazione per i giocatori casuali, ma ha anche aggiunto che possiede una semplicità utile per i giocatori hardcore di strategici, oltre che lodare l'abilità di aggiustare il livello di complessità mettendo in automatico la costruzione coloniale o il reclutamento militare. Trent Ward di GameSpot ha invece considerato le battaglie brevi ma profondamente tattiche, e lodato le nuove meccaniche per l'epoca. Scott Gehrs di Computer Game Review ha concluso: "per i giocatori che amano gli strategici, Conquest of the New World dovrebbe essere uno di quei giochi da conservare sugli scaffali".
Nel 2000, Conquest of the New World ha superato le 500000 copie vendute, tra gioco originale, edizione Deluxe, versione Mac OS e le varie lingue inglese e non.